# Bryanella samoensis
Bryanella samoensis là một loài bọ cánh cứng trong họ Melandryidae. Loài này được Blair miêu tả khoa học năm 1928.